# Биологическая систематика
Биологи́ческая система́тика — научная дисциплина, в задачи которой входит разработка принципов классификации живых организмов и практическое приложение этих принципов к построению системы органического мира. Под классификацией здесь понимается описание и размещение в системе всех современных и вымерших организмов.

## Цели и принципы систематики
Завершающим этапом работы учёного-систематика, отражающим его представления о некой группе живых организмов, является создание Естественной Системы. Предполагается, что эта система, с одной стороны, лежит в основе природных явлений, с другой стороны, является лишь этапом на пути научного исследования. В соответствии с принципом познавательной неисчерпаемости природы естественная система недостижима.

«Углублённое изучение уже известных групп, всё более разъясняя их взаимные соотношения, будет требовать других сопоставлений или, точнее сказать, перестановки членов. Нам кажется, что естественная система всегда будет подвергаться постоянным изменениям, так как каждая попытка может быть выполнена только в связи с состоянием научных знаний своего времени.» 
— К. М. Бэр
Основные цели систематики:
- наименование (в том числе и описание) таксонов,
- диагностика (определение, то есть нахождение места в системе),
- экстраполяция, то есть предсказание признаков объекта, основывающееся на том, что он относится к тому или иному таксону. Например, если на основании строения зубов мы отнесли животное к отряду грызунов, то можем предполагать, что у него имеется длинная слепая кишка и стопоходящие конечности, даже если нам неизвестны эти части тела.

Систематика всегда предполагает, что:
- окружающее нас разнообразие живых организмов имеет определённую внутреннюю структуру,
- эта структура организована иерархически, то есть разные таксоны последовательно подчинены друг другу,
- эта структура познаваема до конца, а значит, возможно построение полной и всеобъемлющей системы органического мира («естественной системы»).

Эти предположения, лежащие в основе любой таксономической работы, можно назвать аксиомами систематики.
Современные классификации живых организмов построены по иерархическому принципу. Различные уровни иерархии (ранги) имеют собственные названия (от высших к низшим): домен, реалм, царство, тип или отдел, класс, отряд или порядок, семейство, род и, собственно, вид. Виды состоят уже из отдельных особей.
Принято, что любой конкретный организм должен последовательно принадлежать ко всем семи категориям. В сложных системах часто выделяют дополнительные категории, например, используя для этого приставки над- и под- (надкласс, подтип и т. п.). Каждый таксон должен иметь определённый ранг, то есть относиться к какой-либо таксономической категории.
Этот принцип построения системы получил название Линнеевской иерархии, по имени шведского натуралиста Карла Линнея, труды которого были положены в основу традиции современной научной систематики.
Сравнительно новым является понятие надцарства, или биологического домена. Оно было предложено в 1990 году Карлом Вёзе и ввело разделение всех биологических таксонов на три домена:
- эукариоты — домен, объединивший все организмы, клетки которых содержат ядро.
- бактерии — домен прокариотических микроорганизмов.
- археи — домен одноклеточных микроорганизмов, не имеющие ядра, а также каких-либо мембранных органелл.

## История систематики
| Линней 1735  | Геккель 1866 | Шаттон 1925 | Коупленд 1938 | Уиттекер 1969 | Вёзе 1977  | Вёзе 1990    | Кавалье-Смит 1993 | Кавалье-Смит 1998 | Руджеро 2015 |
| ------------ | ------------ | ----------- | ------------- | ------------- | ---------- | ------------ | ----------------- | ----------------- | ------------ |
| (нет)        | (нет)        | 2 домена    | 2 домена      | 2 домена      | 2 домена   | 3 домена     | 3 домена          | 2 домена          | 2 домена     |
| 3 царства    | 3 царства    | (нет)       | 4 царства     | 5 царств      | 6 царств   | (нет)        | 8 царств          | 6 царств          | 7 царств     |
| Минералы     |              |             |               |               |            |              |                   |                   |              |
|              | Протисты     | Прокариоты  | Дробянки      | Дробянки      | Эубактерии | Бактерии     | Эубактерии        | Бактерии          | Бактерии     |
| Архебактерии | Протисты     | Прокариоты  | Дробянки      | Дробянки      | Археи      | Архебактерии | Археи             | Бактерии          |              |
| Эукариоты    | Протисты     | Протисты    | Протисты      | Протисты      | Эукариоты  | Archezoa     | Простейшие        | Простейшие        |              |
| Эукариоты    | Протисты     | Протисты    | Протисты      | Протисты      | Эукариоты  | Простейшие   | Простейшие        | Простейшие        |              |
| Эукариоты    | Протисты     | Протисты    | Протисты      | Протисты      | Эукариоты  | Хромисты     | Хромисты          | Хромисты          |              |
| Эукариоты    | Растения     | Растения    | Растения      | Растения      | Эукариоты  | Растения     | Растения          | Растения          | Растения     |
| Эукариоты    | Растения     | Растения    | Растения      | Грибы         | Эукариоты  | Грибы        | Грибы             | Грибы             | Грибы        |
| Эукариоты    | Животные     | Животные    | Животные      | Животные      | Эукариоты  | Животные     | Животные          | Животные          | Животные     |

Первые известные попытки классифицировать формы жизни предприняты в Древней Греции в трактате «О седмицах» (первая треть VI в. до н. э.), а затем — Аристотелем и его учеником Теофрастом, которые объединяли всё живое в соответствии со своими философскими взглядами. Они дали довольно подробную систему живых организмов. Растения были разделены ими на деревья и травы, а животные — на группы с «горячей» и «холодной» кровью. Последний признак имел большое значение для выявления собственной, внутренней упорядоченности живой природы. Так родилась естественная система, отражающая упорядоченность, имеющуюся в природе.
В 1172 году арабский философ Аверроэс сделал сокращённый перевод трудов Аристотеля на арабский язык. Его собственные комментарии были утеряны, но сам перевод дошёл до наших дней на латыни.
Большой вклад сделал швейцарский профессор Конрад Геснер (1516—1565).
Эпоха великих открытий позволила учёным существенно расширить знания о живой природе. В конце XVI — начале XVII веков начинается кропотливое изучение живого мира, вначале направленное на хорошо знакомые типы, постепенно расширившееся, пока, наконец, не сформировался достаточный объём знаний, составивший основу научной классификации. Использование этих знаний для классификации форм жизни стало долгом для многих известных медиков, таких как Иероним Фабриций (1537—1619), последователь Парацельса Педер Сёренсен (1542—1602, известен также как Петрус Северинус), естествоиспытатель Уильям Гарвей (1578—1657), английский анатом Эдвард Тайсон (1649—1708). Свой вклад сделали энтомологи и первые микроскописты Марчелло Мальпиги (1628—1694), Ян Сваммердам (1637—1680) и Роберт Гук (1635—1702).
Английский натуралист Джон Рей (1627—1705) опубликовал важные работы по растениям, животным и натуральной теологии. Подход, использованный им при классификации растений в его «Historia Plantarum», стал важным шагом по направлению к современной таксономии. Рей отверг дихотомическое деление, которое использовалось для классификации видов и типов, предложив систематизировать их по схожести и отличиям, выявленным в процессе изучения.

### Линней
Порядок есть подразделение классов, вводимое для того, чтобы не разграничивать роды в числе большем, чем их легко может воспринять разум. 
Карл Линней
К началу XVIII века наукой был накоплен большой объём биологических знаний, однако с точки зрения структурирования этих знаний биология существенным образом отставала от других естественных наук, активно развивавшихся в результате научной революции. Определяющим вкладом в устранении этого отставания стала деятельность шведского естествоиспытателя Карла Линнея (1707—1778), который определил и реализовал на практике основные положения научной систематики, что позволило биологии в достаточно короткие сроки стать полноценной наукой.
Главным в систематике, по мнению Линнея, является построение естественной системы, которая, в отличие от каталожного списка, «сама по себе указывает даже на пропущенные растения». Он был автором одной из популярных искусственных систем растений, в которой цветковые растения распределялись по классам в зависимости от числа тычинок и пестиков в цветке. Работа Линнея «Система Природы» (Systema Naturae, 1735), в которой он разделил природный мир на три царства — минеральное, растительное и животное, была переиздана по меньшей мере тринадцать раз ещё при его жизни.
Линней использовал в классификации четыре уровня (ранга): классы, отряды, роды и виды. Введённый Линнеем метод формирования научного названия для каждого из видов используется до сих пор (применявшиеся ранее длинные названия, состоящие из большого количества слов, давали описание видов, но не были строго формализованы). Использование латинского названия из двух слов — название рода, затем видовой эпитет — позволило отделить номенклатуру от таксономии. Данное соглашение о названиях видов получило наименование «бинарная номенклатура».

### После Линнея
В конце XVIII века Антуан Жюссьё ввёл категорию семейства, а в начале XIX века Жорж Кювье сформулировал понятие о типе животных. Вслед за этим категория, аналогичная типу, — отдел — была введена для растений.
Чарлз Дарвин предложил понимать естественную систему как результат исторического развития живой природы. Он писал в книге «Происхождение видов»:
…общность происхождения <…> и есть та связь между организмами, которая раскрывается перед нами при помощи наших классификаций.
 Это высказывание положило начало новой эпохе в истории систематики, эпохе филогенетической (то есть основанной на родстве организмов) систематики.
Дарвин предположил, что наблюдаемая таксономическая структура, в частности, иерархия таксонов, связана с их происхождением друг от друга. Так возникла эволюционная систематика, ставящая во главу угла выяснение происхождения организмов, для чего используются как морфологические, так и эмбриологические и палеонтологические методы.
Новый шаг в этом направлении был сделан последователем Дарвина, немецким биологом Эрнстом Геккелем. Из генеалогии Геккель заимствовал понятие «генеалогическое (родословное) древо». Родословное древо Геккеля включало все известные к тому времени крупные группы живых организмов, а также некоторые неизвестные (гипотетические) группы, которые играли роль «неизвестного предка» и помещались в развилках ветвей или в основании этого древа. Такое чрезвычайно наглядное изображение очень помогло эволюционистам, и с тех пор — с конца XIX века — филогенетическая систематика Дарвина—Геккеля господствует в биологической науке. Одним из первых следствий победы филогенетики стало изменение последовательности в преподавании курсов ботаники и зоологии в школах и университетах: если раньше изложение начинали с млекопитающих (как в «Жизни животных» А. Брема), а затем спускались «вниз» по «лестнице природы», то теперь изложение начинают с бактерий или одноклеточных животных.
Геккель очень хотел, чтобы на каждой развилке дерева можно было разместить какой-нибудь организм. Такой организм и был бы родительской (предковой) формой для всей ветки. Но если такие организмы и находили, впоследствии признавали их не предками, а «боковыми ветвями» эволюции. Так произошло, например, с тупайями, археоптериксом, ланцетником, трихоплаксом и многими другими организмами. Геккель мечтал найти организм, который можно было бы поместить в самое основание дерева, и даже однажды сообщил, что он найден. Организм представлял собой комок слизи и получил название батидий, но вскоре оказалось, что это — продукт деградации морских животных. Такое существо (по-английски оно называется last common ancestor, сокращённо LCA) не найдено до сих пор.

## Наименование и описание таксонов
К началу XX века в систематике оформилось семь основных таксономических категорий:
- царство — regnum
- тип — phylum (у растений отдел — divisio)
- класс — classis
- отряд (у растений порядок) — ordo
- семейство — familia
- род — genus
- вид — species

Любое растение или животное должно последовательно принадлежать ко всем семи категориям. Часто систематики выделяют дополнительные категории, используя для этого приставки под- (sub-), инфра- (infra-) и над- (super-), например: подтип, инфракласс, надкласс. Такие категории обязательными не являются, то есть при систематизации объекта их можно пропустить. Кроме того, часто выделяются и другие категории: раздел (divisio) между подцарством и надтипом у животных, когорта (cohors) между подклассом и надпорядком, триба (tribus) между подсемейством и родом, секция (sectio) между подродом и видом, и так далее. Часто такие категории используются лишь в систематике каких-то конкретных таксонов (например, насекомых). Обычно названия таксонов формируются с помощью стандартных суффиксов.
| Наименование на русском языке     | Международное наименование | Животные         | Растения       | Грибы                                 | Бактерии | Археи  |
| --------------------------------- | -------------------------- | ---------------- | -------------- | ------------------------------------- | -------- | ------ |
| отряд/порядок                     | ordo                       | -iformes, -ida   | -ales          | -ales                                 | -ales    | -ales  |
| подотряд/подпорядок               | subordo                    | +                | -ineae         | -ineae                                | -ineae   | -      |
| инфраотряд/инфрапорядок           | infraordo                  | +                | -aria          | -aria                                 | -aria    | -      |
| парвотряд (микротряд)             | parvordo                   | +                | -              | -                                     | -        | -      |
| секция                            | sectio                     | +                | -              | -                                     | -        | -      |
| подсекция                         | subsectio                  | +                | -              | -                                     | -        | -      |
| гига-/мега-/гранд-/гиперсемейство | ?                          | +                | -              | -                                     | -        | -      |
| надсемейство                      | suprafamilia               | -oidea           | -acea          | -acea                                 | -acea    | -      |
| эписемейство                      | epifamilia                 | -oidae           | -              | -                                     | -        | -      |
| семейство                         | familia                    | -idae            | -aceae         | -aceae                                | -aceae   | -aceae |
| подсемейство                      | subfamilia                 | -inae            | -oideae        | -oideae                               | -oideae  | -      |
| инфрасемейство                    | infrafamilia               | -odd             | +              | +                                     | +        | -      |
| надтриба                          | supratribus                | +                | +              | +                                     | +        | -      |
| триба                             | tribus                     | -ini             | -eae           | -eae                                  | -eae     | -      |
| подтриба                          | subtribus                  | -ina             | -inae          | -inae                                 | -inae    | -      |
| инфратриба                        | infratribus                | -ad              | +              | +                                     | +        | -      |
| род                               | genus                      | +                | +              | +                                     | +        | +      |
| подрод                            | subgenus                   | -                | subgen., subg. | ?                                     | -        | -      |
| надсекция                         | supersectio                | -                | supersect.     | ?                                     | -        | -      |
| секция                            | sectio                     | -                | sect.          | ?                                     | -        | -      |
| подсекция                         | subsectio                  | -                | subsect.       | ?                                     | -        | -      |
| ряд (серия)                       | series                     | -                | ser.           | ?                                     | -        | -      |
| подряд (подсерия)                 | subseries                  | -                | subser.        | ?                                     | -        | -      |
| надвид                            | supraspecies               | +                | +              | ?                                     | ?        | -      |
| вид                               | species                    | +                | +              | +                                     | +        | +      |
| подвид                            | subspecies                 | subsp. / ssp.    | subsp. / ssp.  | subsp. (по крайней мере, для дрожжей) | -        | -      |
| разновидность/вариетет            | varietas                   | var.             | var.           | var.                                  | var.     | -      |
| подразновидность                  | subvarietas                | -                | subvar.        | ?                                     | ?        | -      |
| форма                             | forma                      | - (морфа/форма?) | f.             | ?                                     | ?        | -      |
| подформа                          | subforma                   | -                | subf.          | ?                                     | ?        | -      |

Примечания:
- Жирным отмечены основные ранги. Плюсом отмечено, если таксон употребляется в классификации данного царства, но обозначения определённого нет.
- В отряде Чешуекрылые выделяют несколько дополнительных промежуточных между подотрядом и надсемейством таксонов (например, англ. series, англ. group, англ. division). См., например, таксоны Monotrysia и Microlepidoptera[англ.].

Чтобы избежать синонимии (то есть разных названий одного и того же таксона) и омонимии (то есть одного названия для разных таксонов), в настоящее время номенклатура регулируется номенклатурными кодексами, позволяющими деление на уровни (см. Ранг (биологическая систематика)),— отдельно для растений, животных и микроорганизмов. Во всех номенклатурных кодексах используются три основные принципа номенклатуры: приоритета, действительного обнародования и номенклатурного типа. Кроме того, названия всех таксонов должны даваться по-латыни (от латинских и греческих корней либо от личных имён или народных названий), а название вида должно быть бинарным, то есть состоять из названия рода и видового эпитета. Например, латинское название картофеля — Solanum tuberosum L. (последнее слово обозначает автора названия — в данном случае это Карл Линней; в зоологии часто ставят ещё и год действительного обнародования).
Каждый таксон обязательно должен иметь ранг, то есть относиться к какой-либо из перечисленных категорий. Таким образом, ранг — это мера соответствия таксонов друг другу; например, семейство Капустные и семейство Кошачьи — сопоставимые категории. Нет, однако, общепринятого способа вычисления ранга, и поэтому разные систематики выделяют ранги по-разному.

## Диагностика таксонов
Под диагностикой понимают прежде всего составление таблиц для определения организмов (определительных ключей). Со времён Ж. Б. Ламарка наибольшее распространение получили дихотомические ключи, в которых каждый пункт (ступень) разделён на тезу и антитезу, снабжённые указаниями о том, к какой ступени нужно перейти дальше. Сейчас почти вся флора и фауна Земного шара охвачена определительными ключами.
В практической работе биолог-систематик руководствуется несколькими основными принципами и приёмами. Во-первых, классификация должна быть разбиением, то есть никакой таксон не может относиться сразу к двум группам одинакового ранга, и наоборот, каждый таксон должен относиться к какому-либо надтаксону (не должно быть неклассифицированного «остатка»). Во-вторых, классификация должна производиться по одному основанию, то есть признаки, используемые для классификации, должны быть альтернативными (то есть взаимоисключающими: нельзя делить на «растения с цветками» и «древесные растения»). В-третьих, классификация должна производиться по значимым признакам (например, нельзя использовать признаки роста и веса). В-четвёртых, классификация должна проводиться по максимальному числу признаков (взятых из самых различных областей биологии — от морфологии до биохимии). Начинают классификацию с определения границ исходного таксона, затем выделяют элементарные таксоны (например, виды), подлежащие классификации. На следующем этапе происходит группировка таксонов. Иногда эту процедуру приходится повторять, пока не будет достигнут приемлемый результат. Разные направления систематики различаются прежде всего методами группировки.

## Иерархия
1. Биота / Наддомен
2. Надцарство / домен
3. Поддомен [источник не указан 82 дня]
4. Царство
5. Подцарство
6. Надтип / надотдел
7. Тип / отдел
8. Подтип / подотдел
9. Инфратип
10. Надкласс
11. Класс
12. Подкласс
13. Инфракласс
14. Надотряд / надпорядок
15. Отряд / Порядок
16. Подотряд / Подпорядок
17. Надсемейство
18. Семейство
19. Подсемейство
20. Триба
21. Подтриба
22. Род
23. Подрод
24. Надсекция
25. Секция
26. Подсекция
27. Серия / Ряд
28. Вид
29. Подвид
30. Сорт / Порода
31. Разновидность / Инфравид
32. Подразновидность
33. Форма
34. Подформа
35. Вариетет

## Современные разработки и проблемы
В настоящее время принято, чтобы классификация там, где это допустимо, следовала принципам эволюционизма.
Обычно биологические системы создаются в виде списка, в котором каждая строчка соответствует какому-нибудь таксону (группе организмов). С 1960-х развивается направление систематики, называемое «кладистика» (или филогенетическая систематика), которое занимается упорядочиванием таксонов в эволюционное дерево — кладограмму, то есть схему взаимоотношений таксонов. Если таксон включает всех потомков некой предковой формы, он является монофилетическим. В. Хенниг формализовал процедуру выяснения предкового таксона, и в своей кладистической систематике положил в основу классификации кладограмму, строящуюся при помощи компьютерных методик. Это направление является ныне ведущим в странах Европы и США, особенно в сфере геносистематики (сравнительного анализа ДНК и РНК).
Р. Сокэл и П. Снит в 1963 году основали так называемую численную (нумерическую) систематику, в которой сходство между таксонами определяется не на основании филогении, а на основании математического анализа максимально большого количества признаков, имеющих одинаковое значение (вес).
Домены — относительно новый способ классификации. Трёхдоменная система была предложена в 1990 году, однако до сих пор не принята окончательно. Большинство биологов принимает эту систему доменов, однако значительная часть продолжает использовать пятицарственное деление. Одной из главных особенностей трёхдоменного метода является разделение архей (Archaea) и бактерий (Bacteria), которые ранее были объединены в царство бактерий. Существует также малая часть учёных, добавляющих археев в виде шестого царства, но не признающих домены.
Теперь систематика принадлежит к числу бурно развивающихся биологических наук, включая всё новые и новые методы: методы математической статистики, компьютерный анализ данных, сравнительный анализ ДНК и РНК, анализ ультраструктуры клеток и многие другие. Главной проблемой на сегодняшний день является отсутствие единого мнения к какой категории отнести вирусы, и считать ли их живыми организмами вообще, так как существуют гипотеза согласно которой вирусы это всего лишь молекулярные комплексы, которые по ходу развития жизни периодически формируются из обломков клеточных геномов. Есть и другая точка зрения, которая даёт вирусам звание четвёртого домена жизни, наряду с бактериями, археями и эукариотами, так как согласно некоторым исследованиям вирусы произошли от тех же предков, что и клетки животных и растений. Нет единого мнения о том, куда отнести вирусоподобные частицы, а также более простые соединения, и стоит ли их считать биологическими организмами.